# Biophon
Das Biophon (auch Chronophon) war ein Gerät, um Stummfilme mit dem Ton vom Grammophon zu synchronisieren.

## Geschichte
Der Begriff Biophon wurde in Zusammenhang mit Oskar Messters Tonbildern benutzt, die Messter zum ersten Mal am 29. August 1903 im Apollo-Theater in Berlin vorführte. Léon Gaumont hatte fast zur selben Zeit ein ähnliches Tonfilmsystem entwickelt, genannt Chronophon. Bei den Tonbildern handelte es sich um stumme Filme, die mit Ton oder Musik von einem Grammophon gezeigt wurden, wobei Messter den zuvor handbetriebenen Vorführapparat motorisierte, um ihn mit dem Grammophon zu synchronisieren.
In Berlin und anderen deutschen Städten baute Messters Biophon-Kinos. 1904 stellte Messters ein Biophon-Theater auf der Weltausstellung in St. Louis auf und zeigte dort eigens für die Weltausstellung hergestellte englischsprachige Filme.
Um 1908 erreichten die Biophonfilme die Höhe ihrer Popularität, doch drängten weitere Anbieter auf dem Markt, so dass Messter schon 1909 die Produktion von Tonbildern drastisch einschränkte und um 1912 ganz einstellte. Heute existieren nur noch wenige Messter-Filme, bei denen Bild- und Tonaufnahme erhalten sind. Bekannte Filme sind Meißner Porzellan und Apachentanz (beide 1906).